# Planeta Woda
Planeta Woda – powieść detektywistyczna autorstwa Borisa Akunina. Piętnasta część serii o Eraście Fandorinie. Polskie wydanie, nakładem wydawnictwa Świat Książki, swoją premierę miało 9 listopada 2016 r. Na książkę składają się mikropowieści Planeta Woda, Samotny żagiel oraz opowiadanie Dokąd płyniemy?